# شهرستان پارانگینسکی
شهرستان پارانگینسکی (به لاتین: Paranginsky District) یک شهرستان در روسیه است که در ماری ال واقع شده‌است.